# Llista dels presidents del Consell General dels Pirineus Orientals
Aquesta és una llista dels presidents del Consell General dels Pirineus Orientals.

## Actual Presidenta del Consell General
- Hermeline Malherbe-Laurent des de 2010

## Llista dels Presidents del Consell General

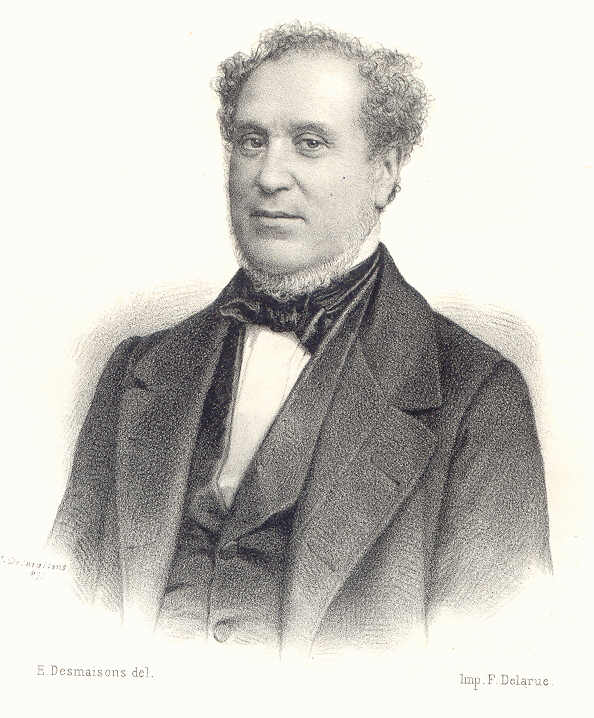
Paul Massot (1800-1881)

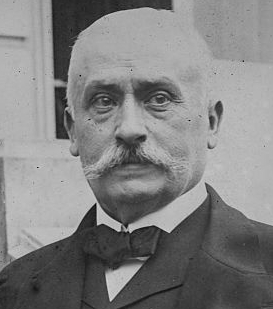
Juli Pams

- Hyacinthe-Xavier Tixedor (Any VIII)
- Joseph Pares Conill (Any IX - Any X)
- Joseph Vaquer (Any XI)
- Joseph Pares Conill (Any XII)
- Jacques Mauran (Any XIII)
- Joseph Pares Conill (1806-1829)
- Eugène Lacombe St Michel (1831-1833)
- Joseph Pares (1834-1839)
- Adrien Anglade d'Oms (1840-1841)
- Justin Durand (1842-1845)
- Charles Calmettes (1846-1847)
- Francesc Jaume Jaubert de Paçà (1848-1852)
- Justin Durand (1853-1862)
- Pierre Renault (1863-1869)

Llei del 10 d'agost de 1871
- Lazare Escarguel (1871-1874)
- Paul Massot (1874-1877)
- Lazare Escarguel (1877-1880)
- Jean Baptiste Romeu (1880-1885)
- Eugène Boluix (1885-1886)
- Émile Brousse (1886-1887)
- Édouard Vilar (1887-1891)
- Émile Brousse (1891-1894)
- Édouard Vilar (1894-1896)
- Émile Pares (1896-1898)
- Paul Pujade (1898-1900)
- Émile Pares (1900-1902)
- Paul Pujade (1902-1904)
- Émile Brousse (1904-1906)
- Emile Pares (1906-1908)
- Frederic Manaut (1908-1910)
- Jean Mirapeix (1910-1911)
- Juli Pams (1912-1927)
- Víctor Dalbiez (1927-1930)
- Joseph Denis (1930-1931)
- Joan Payra (1931-1937)
- Joseph Parayre (1937-1940)
- Louis Marasse (1943-1944)
- Louis Noguères (1945-1956)
- Jean Jacquet (1956-1973)
- Léon-Jean Grégory (1973-1982)

Llei del 2 de març de 1982
- Guy Malé (1982-1987)
- René Marquès (1987-1998)
- Christian Bourquin (1998-2010)
- Hermeline Malherbe-Laurent (des del 2010)